# Nelson Barrere
Nelson Barrere (* 1. April 1808 bei Hillsboro, Highland County, Ohio; † 20. August 1883 ebenda) war ein US-amerikanischer Politiker. Zwischen 1851 und 1853 vertrat er den Bundesstaat Ohio im US-Repräsentantenhaus.

## Werdegang
Nelson Barrere besuchte die öffentlichen Schulen seiner Heimat. Im Jahr 1827 absolvierte er die Hillsboro High School. Danach studierte er bis 1830 am Augusta College in Kentucky. Nach einem anschließenden Jurastudium und seiner 1833 erfolgten Zulassung als Rechtsanwalt begann er in Hillsboro in diesem Beruf zu arbeiten. Zwischen 1834 und 1846 lebte er in West Union, wo er als Anwalt praktizierte. 1846 kehrte er nach Hillsboro zurück. Politisch schloss er sich der Whig Party an. In den Jahren 1837 und 1838 war er Abgeordneter im Repräsentantenhaus von Ohio.
Bei den Kongresswahlen des Jahres 1850 wurde Barrere im siebten Wahlbezirk von Ohio in das US-Repräsentantenhaus in Washington, D.C. gewählt, wo er am 4. März 1851 die Nachfolge des Demokraten Jonathan D. Morris antrat. Da er im Jahr 1852 nicht bestätigt wurde, konnte er bis zum 3. März 1853 nur eine Legislaturperiode im Kongress absolvieren. Diese waren von den Ereignissen im Vorfeld des Bürgerkrieges geprägt. Nach dem Ende seiner Zeit im US-Repräsentantenhaus betätigte sich Barrere wieder als Rechtsanwalt in Hillsboro, wo er am 20. August 1883 starb. Sein Neffe Granville Barrere (1829–1889) wurde ebenfalls Kongressabgeordneter.